# Nederlandse kampioenschappen schaatsen afstanden 2010 - 5000 meter vrouwen
De 5000 meter vrouwen op de Nederlandse kampioenschappen schaatsen afstanden 2010 werd gehouden op zondag 1 november 2009. Titelverdedigster was Renate Groenewold die de titel pakte tijdens de Nederlandse kampioenschappen schaatsen afstanden 2009.
Wereldbeker
Het kampioenschap gold tevens als kwalificatie voor de eerste wedstrijden voor de Wereldbeker schaatsen 2009/10. Er waren vijf plaatsen te verdelen op deze afstand.

## Statistieken

### Uitslag
| #      | Schaatser              | Tijd       |
| ------ | ---------------------- | ---------- |
| Goud   | Renate Groenewold      | 7.14,91    |
| Zilver | Moniek Kleinsman       | 7.17,23    |
| Brons  | Gretha Smit            | 7.19,18    |
| 4      | Elma de Vries          | 7.20,46    |
| 5      | Annouk van der Weijden | 7.21,30    |
| 6      | Yvonne Nauta           | 7.24,34    |
| 7      | Maria Sterk            | 7.24,51 PR |
| 8      | Marja Vis              | 7.29,15    |
| 9      | Linda Bouwens          | 7.32,85    |
| 10     | Janneke Ensing         | 7.33,85    |

### Loting
| Rit | Binnenbaan             | Buitenbaan       |
| --- | ---------------------- | ---------------- |
| 1   | Yvonne Nauta           | Janneke Ensing   |
| 2   | Maria Sterk            | Moniek Kleinsman |
| 3   | Linda Bouwens          | Gretha Smit      |
| 4   | Annouk van der Weijden | Marja Vis        |
| 5   | Renate Groenewold      | Elma de Vries    |

1987 · 
1988 · 
1989 · 
1990 · 
1991 · 
1992 · 
1993 · 
1994 · 
1995 · 
1996 · 
1997 · 
1998 · 
1999 · 
2000 · 
2001 · 
2002 · 
2003 · 
2004 · 
2005 · 
2006 · 
2007 · 
2008 · 
2009 · 
2010 · 
2011 · 
2012 · 
2013 · 
2014 · 
2015 · 
2016 · 
2017 · 
2018 · 
2019 · 
2020 · 
2021 · 
2022 · 
2023 · 
2024 · 
2025